# Diocesi di Nîmes

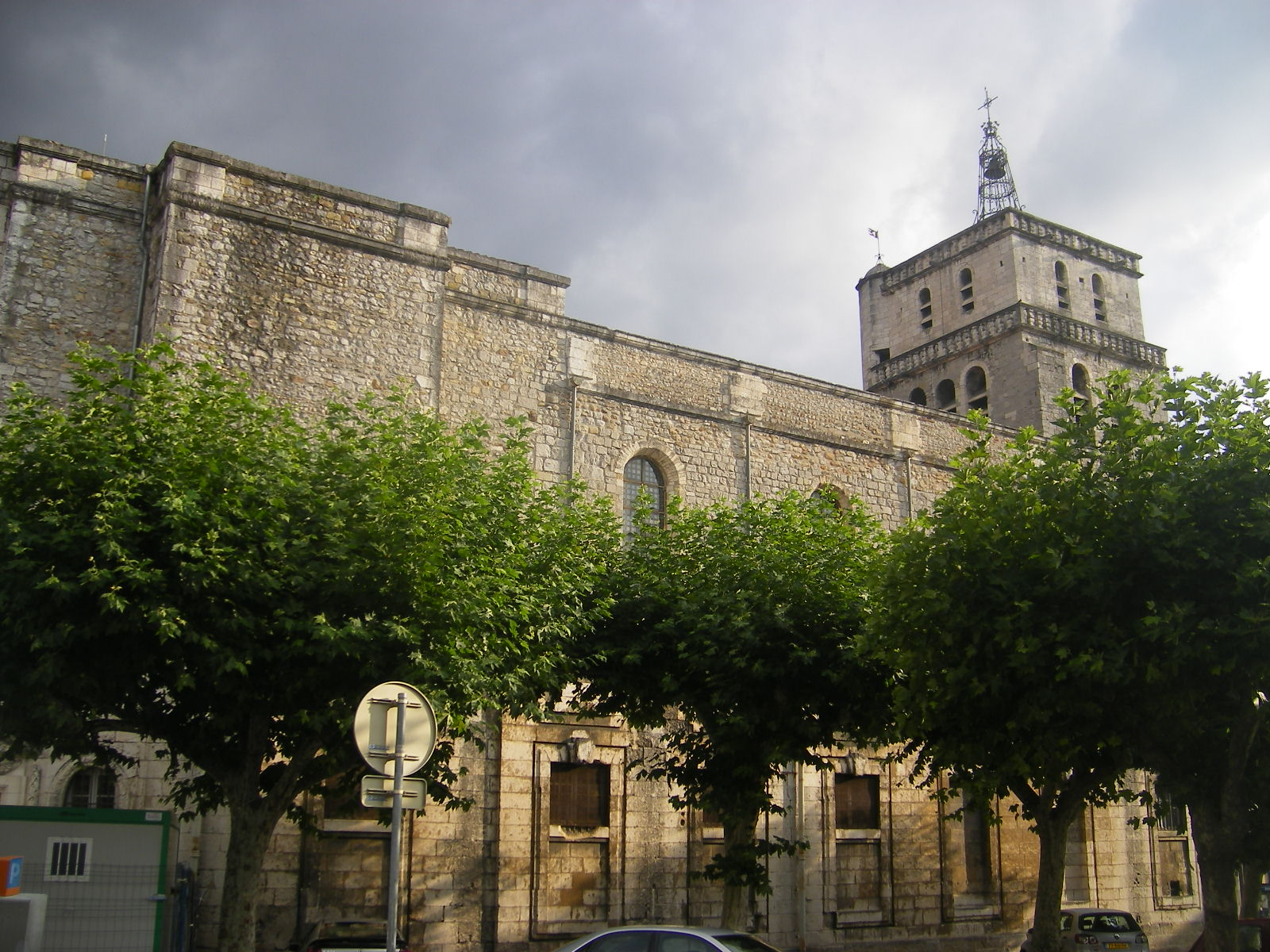
L'ex cattedrale di San Giovanni Battista a Alès

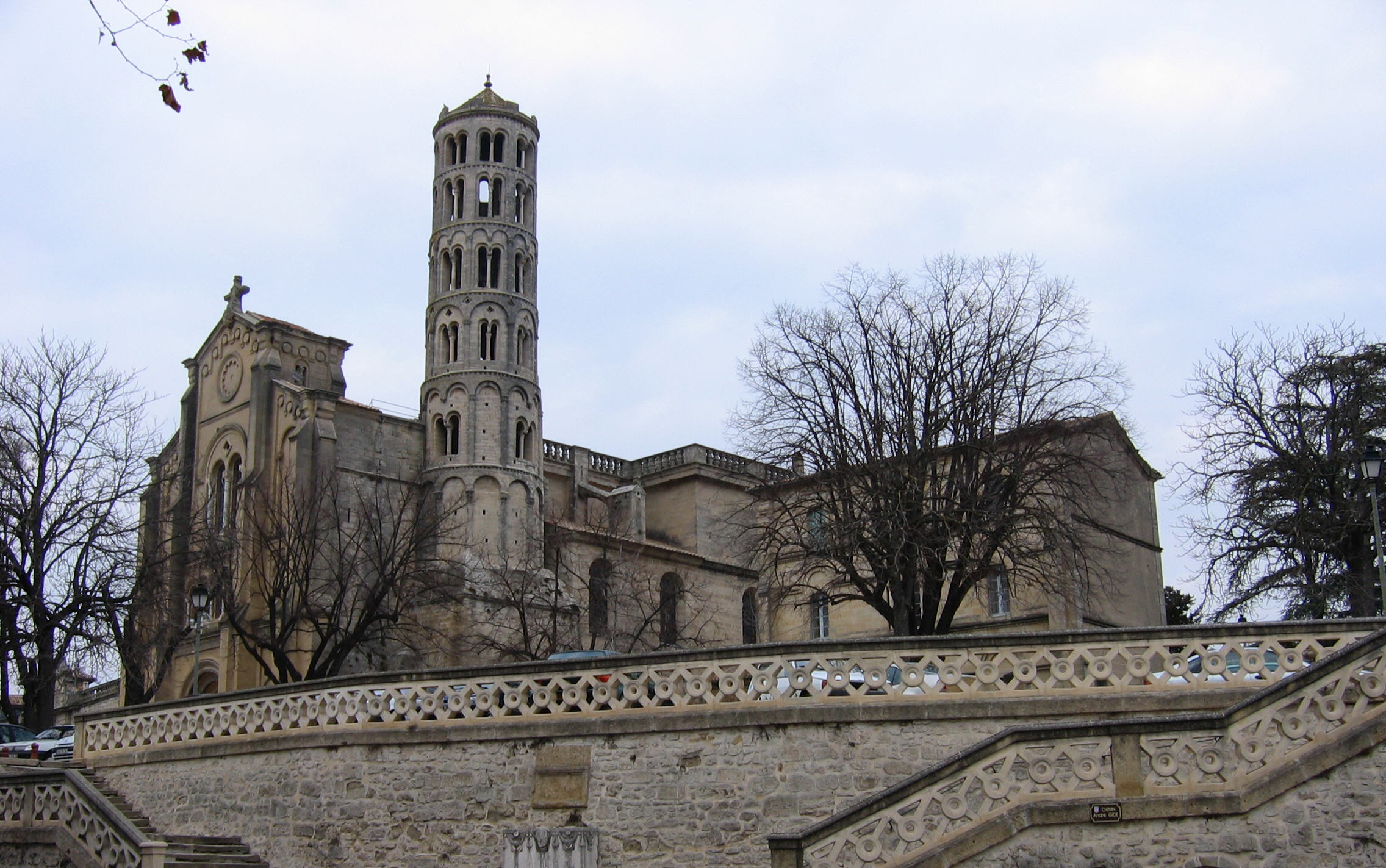
L'ex cattedrale di San Teodorito a Uzès

La diocesi di Nîmes (in latino: Dioecesis Nemausensis) è una sede della Chiesa cattolica in Francia suffraganea dell'arcidiocesi di Montpellier. Nel 2021 contava 420.400 battezzati su 724.618 abitanti. È retta dal vescovo Nicolas Brouwet.
Dal 1877 ai vescovi di Nimes è concesso di portare il titolo di "vescovi di Alès e di Uzès" (Alesiensis et Ucetiensis seu Uticensis).

## Territorio
La diocesi comprende il dipartimento francese della Gard, uno dei 5 dipartimenti che compongono la regione Linguadoca-Rossiglione.
Sede vescovile è la città di Nîmes, dove si trova la basilica cattedrale di Nostra Signora e San Castore (Notre-Dame et Saint-Castor). Nella diocesi sorgono inoltre due ex cattedrali: ad Alès la chiesa di San Giovanni Battista e ad Uzès la chiesa di San Teodorito.
Il territorio è suddiviso in 403 parrocchie, raggruppate in 7 decanati: Nîmes, Causse-Aigoual, Cévennes, Plaine et Camargue, Uzège-Gardonnenque, Vallée du Rhône, Vaunage-Plaine Maritime.

## Storia
La diocesi fu eretta nel IV secolo. Essa esisteva certamente nel 396, quando a Nîmes fu celebrato un sinodo della Chiesa di Gallia, ed è impossibile la scelta di questa città se non fosse già stata sede episcopale. Benché la tradizione presenti alcuni vescovi nel IV secolo, il primo vescovo di cui si abbiano riscontri storici fu Sedatus, presente al concilio di Agde del 506. Originariamente era suffraganea dell'arcidiocesi di Narbona.
Tra il VI e il VII secolo la vasta diocesi cedette porzioni di territorio a vantaggio delle diocesi di Uzès, di Agde, di Maguelonne e di Arisitum. Quest'ultima diocesi fu ben presto soppressa e il suo territorio ritornò a Nîmes.
Nell'VIII e nel IX secolo l'attuale territorio della diocesi vide la fioritura di numerosi monasteri benedettini; si contavano circa 180 insediamenti diversi.
Papa Urbano II, venuto in Francia a predicare la crociata, consacrò la cattedrale di Nîmes nel 1096 e presiedette un concilio locale. Papa Alessandro III visitò Nîmes nel 1162. Clemente IV (1265-1268), nato a Saint Gilles, nel territorio diocesano, concesse al monastero della città natale numerosi privilegi. Nel 1305, Clemente V giunse in città durante il viaggio che fece a Lione per essere incoronato. In seguito alle dispute sulla vendita dell'uva alla Corte pontificia, papa Innocenzo VI lanciò l'interdetto su Nîmes nel 1358.
Il capitolo della cattedrale, che seguiva inizialmente la regola di Sant'Agostino, fu secolarizzato con una bolla di papa Paolo III il 22 dicembre 1539.
La diocesi ebbe molto a soffrire durante le guerre di religione: il 29 settembre 1567 i protestanti di Nîmes perpetrarono il massacro dei monaci cattolici, noto come Michelade; due giorni fu rasa al suolo la cattedrale come pure tutte le 7 chiese parrocchiali della città. Sempre a Nîmes Luigi XIII emanò il decreto di pacificazione religiosa noto come Pace di Nîmes (7 luglio 1629). La cattedrale fu ricostruita nel 1646 nelle forme attuali.
Il seminario diocesano fu istituito dal vescovo Anthime Denis Cohon nel 1667; dopo la rivoluzione francese nel 1822 fu eretto un nuovo edificio, molto più grande del precedente; un terzo seminario infine venne aperto ufficialmente nel 1926.
Il 17 maggio 1694 la diocesi cedette una porzione del suo territorio a vantaggio dell'erezione della diocesi di Alès.
In seguito al concordato con la bolla Qui Christi Domini di papa Pio VII del 29 novembre 1801 la diocesi fu soppressa e il suo territorio unito a quello della diocesi di Avignone. Con Nîmes furono soppresse anche le diocesi di Alès e di Uzès.
Nel giugno 1817 fra Santa Sede e governo francese fu stipulato un nuovo concordato, cui fece seguito il 27 luglio la bolla Commissa divinitus, con la quale il papa restaurava la sede di Nîmes. Fu anche nominato un nuovo vescovo, Claude Petit-Benoît de Chaffoy. Tuttavia, poiché il concordato non entrò in vigore in quanto non ratificato dal Parlamento di Parigi, l'erezione della diocesi e la nomina del vescovo non ebbero effetto.
Il 6 ottobre 1822 in forza della bolla Paternae charitatis di papa Pio VII la diocesi di Nîmes fu ufficialmente ristabilita, recuperando l'antico territorio delle tre diocesi di Nîmes, di Alès e di Uzès dalla diocesi di Avignone. Quest'ultima nel contempo tornò ad essere sede metropolitana; la diocesi di Nîmes divenne allora suffraganea dell'arcidiocesi di Avignone. Il vescovo Chaffoy poté così essere consacrato vescovo, quattro anni dopo la sua nomina. Volle pubblicare libri liturgici propri per la sua diocesi, ma incontrò la protesta del clero diocesano nel 1833, pertanto il nunzio Raffaele Fornari pretese che i libri fossero approvati dalla Sacra Congregazione dei Riti.
Il 27 aprile 1877 un breve di papa Pio IX autorizzò i vescovi di Nîmes a fregiarsi del titolo di vescovi di Alès e di Uzès.
L'8 dicembre 2002, con la riorganizzazione delle circoscrizioni diocesane francesi, la diocesi è entrata a far parte della provincia ecclesiastica di Montpellier.

## Cronotassi dei vescovi
Si omettono i periodi di sede vacante non superiori ai 2 anni o non storicamente accertati.
Un catalogo dei vescovi è contenuto in un lezionario della Chiesa di Nîmes del XIII secolo. Il catalogo, incompleto e in disordine (Duchesne), inizia con la seguente frase: «Haec sunt nomina Nemausensium episcoporum qui ad presens in nostra sunt memoria».
- San Felice †[4]
- Sedato † (menzionato nel 506)
- Giovanni † (al tempo del re Teodorico)
- Pelagio † (menzionato nel 589)
- Remessario † (menzionato nel 633)
- Aregio † (? - 673 deposto)
- Ranimiro † (673 - ?)
- Croco † (menzionato nel 680 circa)
- Palladio ? †
- Gregorio ? †[5]
- Sesnando † (menzionato nel 788 o 791)
- Vinteringo † (menzionato a giugno 788 o 791)[6]
- Cristiano † (prima dell'808 - dopo l'835)[7]
- Isnardo † (all'epoca di papa Niccolò I)
- Anglardo I ? †[8]
- Gilberto † (prima dell'875 - dopo l'892)
- Anglardo II † (prima dell'897 - dopo il 907)
- Uberto o Vicberto † (prima di aprile 909 - 928)
- Rainardo † (929 - dopo il 941)
- Bernardo I † (menzionato a febbraio 943)
- Begone † (prima di maggio 945 - dopo dicembre 946)
- Bernardo d'Anduze † (prima di marzo 949 - dopo il 986)
- Frotaire I † (987 - 1015)
- Geraldus d'Anduze † (fine del 1015 - dopo il 1025)
- Frotaire II † (circa 1027 - 1077 deceduto)[9]
- Pierre Ermangaud † (prima del 1080 - dopo il 1090)
- Bertrand de Montredon † (prima del 1095 - gennaio 1097 nominato arcivescovo di Narbona)
- Raymond Guillaume † (1097 - 1112 deceduto)
- Jean † (1113 - 1134 deceduto)
- Guillaume I † (1134 - 1141 deceduto)
- Aldebert de Posquières † (1141 - dopo il 1180)
- Guillaume II † (prima del 1183 - 1207 deceduto)
- R. † (menzionato nel 1210)
- Arnaud † (1212 - 1242 deceduto)
- Raymond Amaury † (1242 - 1272 deceduto)
- Pierre Gaucelme † (1272 - 10 maggio 1280 deceduto)
- Bertrand de Languissel † (17 agosto 1280 - 8 gennaio 1324 deceduto)
- Armand de Vernon † (25 gennaio 1324 - 1324 deceduto)
- Bernard du Pouget, O.F.M. † (20 giugno 1324 - 1324 deceduto)
- Bernard III, O.F.M. † (23 agosto 1324 - 1330 deceduto)
- Guirald de Languissel † (10 aprile 1331 - 1337 deceduto)
- Guglielmo Curti, O.Cist. † (3 aprile 1337 - 3 dicembre 1337 nominato vescovo di Albi)
- Aimeric Girard † (3 dicembre 1337 - 1342 deceduto)
- Bertrand de Deaux † (31 maggio 1342 - luglio 1348 deceduto)
- Jean de Blandiac † (17 settembre 1348 - 17 settembre 1361 dimesso)
- Jacques de Deaux † (6 aprile 1362 - 1362 deceduto)
- Gaucelme de Deaux † (26 agosto 1362 - 5 marzo[10] 1367 nominato vescovo di Maguelonne)
- Jean de Gase † (prima del 20 marzo 1367 - 27 agosto 1369 deceduto)
- Jean d'Uzès † (29 novembre 1372 - 1380 deceduto)
  - Seguin d'Authon † (20 giugno 1380 - 1383 dimesso) (amministratore apostolico)
- Bernard de Bonneval † (8 ottobre 1383 - 14 dicembre 1390 nominato vescovo di Limoges)
- Gilles de Lascours † (16 giugno 1391 - 1420 deceduto)
- Nicolas Habert † (4 settembre 1420 - 1429 deceduto)
- Léonard Delphini † (9 dicembre 1429 - 5 agosto 1438 deceduto)
  - Guglielmo de Champeaux † (1438 - 1441 dimesso) (amministratore apostolico)
  - Guillaume d'Estouteville, O.S.B.Clun. † (17 maggio 1441 - 7 gennaio 1450 dimesso) (amministratore apostolico)
- Geoffroy de Saint Géran † (7 gennaio 1450 - 27 novembre 1453 nominato vescovo di Châlons)
  - Jean du Chastel † (21 novembre 1453 - 1454 dimesso) (amministratore apostolico)
  - Alain de Coëtivy † (1º aprile 1454 - 19 novembre 1460 dimesso) (amministratore apostolico)
- Robert de Villequier † (19 novembre 1460 - 1481 dimesso)
- Étienne Blosset de Carrouges † (10 settembre 1481 - 12 luglio 1482 nominato vescovo di Lisieux)
- Jacques de Caulers † (12 luglio 1482 - 1496 deceduto)
  - Guillaume Briçonnet † (26 ottobre 1496 - 14 dicembre 1514 deceduto) (amministratore apostolico)
- Michel Briçonnet † (7 gennaio 1515 - 1554 dimesso)
  - Claude Briçonnet † (3 agosto 1554 - 13 giugno 1561 nominato vescovo di Lodève) (vescovo eletto)
- Bernard d'Elbène † (13 giugno 1561 - 28 marzo 1569 deceduto)
- Raymond Cavalésy, O.P. † (9 ottobre 1573 - 22 agosto 1594 deceduto)
- Pierre de Valernod † (7 gennaio 1598 - 12 settembre 1625 deceduto)
- Claude de Saint-Bonnet de Thoiras † (12 settembre 1625 succeduto - 1634 dimesso)
- Anthime Denis Cohon † (24 luglio 1634 - 19 novembre 1646 nominato vescovo di Dol)
- Hector d'Ouvrier † (19 novembre 1646 - 20 giugno 1655 deceduto)
- Anthime Denis Cohon † (27 agosto 1657 - 7 novembre 1670 deceduto) (per la seconda volta)
- Jean-Jacques Séguier de La Verrière † (24 agosto 1671 - 8 novembre 1689 deceduto)
- Esprit-Valentin Fléchier † (21 gennaio 1692 - 16 febbraio 1710 deceduto)
- Jules-César Rousseau de La Parisière † (1º dicembre 1710 - 15 novembre 1736 deceduto)
- Charles-Prudent de Becdelièvre † (16 dicembre 1737 - prima del 23 febbraio 1784 deceduto)
- Pierre-Marie-Madeleine Cortois de Balore † (25 giugno 1784 - prima del 7 novembre 1801 dimesso)
  - Sede soppressa (1801-1821)
- Claude Petit-Benoît de Chaffoy † (24 settembre 1821 - 29 settembre 1837 deceduto)
- Jean-François-Marie Cart † (12 febbraio 1838 - 13 agosto 1855 deceduto)
- Claude-Henri-Augustin Plantier † (28 settembre 1855 - 25 maggio 1875 deceduto)
- François-Nicolas-Xavier-Louis Besson † (23 settembre 1875 - 18 novembre 1888 deceduto)
- Jean-Louis-Antoine-Alfred Gilly † (27 maggio 1889 - 6 gennaio 1896 deceduto)
- Félix-Auguste Béguinot † (22 giugno 1896 - 3 febbraio 1921 deceduto)
- Marcelin-Charles Marty † (3 febbraio 1921 succeduto - 5 agosto 1924 deceduto)
- Jean-Justin-Michel Girbeau † (8 novembre 1924 - 20 giugno 1963 deceduto)
- Pierre-Marie-Henri-Baptiste Rougé † (20 giugno 1963 succeduto - 15 giugno 1977 deceduto)
- Jean-Lucien-Marie-Joseph Cadilhac † (16 marzo 1978 - 27 ottobre 1999 deceduto)
- Robert Wattebled (30 gennaio 2001 - 10 agosto 2021 ritirato)
- Nicolas Brouwet, dal 10 agosto 2021

## Statistiche
La diocesi nel 2021 su una popolazione di 724.618 persone contava 420.400 battezzati, corrispondenti al 58,0% del totale.
| anno | popolazione | popolazione | popolazione | presbiteri | presbiteri | presbiteri | presbiteri                | diaconi | religiosi | religiosi | parrocchie |
| anno | battezzati  | totale      | %           | numero     | secolari   | regolari   | battezzati per presbitero | diaconi | uomini    | donne     | parrocchie |
| ---- | ----------- | ----------- | ----------- | ---------- | ---------- | ---------- | ------------------------- | ------- | --------- | --------- | ---------- |
| 1950 | 296.000     | 395.000     | 74,9        | 455        | 407        | 48         | 650                       |         | 70        | 300       | 289        |
| 1969 | 389.000     | 478.500     | 81,3        | 354        | 335        | 19         | 1.098                     |         | 28        | 660       | 87         |
| 1980 | 405.000     | 494.500     | 81,9        | 321        | 269        | 52         | 1.261                     |         | 97        | 360       | 288        |
| 1990 | 436.000     | 533.000     | 81,8        | 253        | 209        | 44         | 1.723                     |         | 76        | 250       | 303        |
| 1999 | 360.000     | 600.000     | 60,0        | 195        | 154        | 41         | 1.846                     | 6       | 72        | 178       | 403        |
| 2000 | 365.000     | 623.115     | 58,6        | 201        | 165        | 36         | 1.815                     | 6       | 56        | 175       | 403        |
| 2001 | 365.000     | 623.115     | 58,6        | 187        | 155        | 32         | 1.951                     | 6       | 52        | 260       | 403        |
| 2002 | 470.000     | 623.115     | 75,4        | 175        | 141        | 34         | 2.685                     | 6       | 62        | 286       | 403        |
| 2003 | 368.000     | 629.000     | 58,5        | 173        | 139        | 34         | 2.127                     | 8       | 101       | 240       | 403        |
| 2004 | 364.523     | 623.125     | 58,5        | 169        | 135        | 34         | 2.156                     | 5       | 90        | 274       | 392        |
| 2013 | 412.000     | 709.700     | 58,1        | 131        | 100        | 31         | 3.145                     | 15      | 109       | 146       | 403        |
| 2016 | 416.844     | 725.618     | 57,4        | 131        | 109        | 22         | 3.182                     | 22      | 81        | 103       | 403        |
| 2019 | 420.700     | 737.020     | 57,1        | 115        | 92         | 23         | 3.658                     | 20      | 84        | 111       | 403        |
| 2021 | 420.400     | 724.618     | 58,0        | 102        | 86         | 16         | 4.121                     | 23      | 65        | 98        | 403        |